# Mark Benson
Mark Benson, eigentlich Mark Müller (* vor 1914; † nach 1922) war ein tschechoslowakisch-sudetendeutscher Ingenieur. Bekannt ist er als Erfinder und Namensgeber eines überkritischen Zwangsdurchlaufkessels ohne Trommel.
Benson stammte aus dem Sudetenland und hieß ursprünglich Müller (aus Angst vor einer Internierung änderte er bei Ausbruch des Ersten Weltkrieges in London seinen Namen). Er wanderte zunächst in die USA aus, ging dann zurück nach Europa, um für die English Electric Company in Rugby zu arbeiten. Für English Electric baute er einen relativ kleinen Dampferzeuger (3 t/h), der aber mit einem für damalige Verhältnisse sehr hohen Druck (überkritisch) arbeitete und keine Trommel aufwies. 1922 meldete Benson ein Patent für diesen Kesseltyp an.
1924 erwarben die Siemens-Schuckert-Werke die Rechte an Bensons Patent und 1929 baute Hans Gleichmann den ersten Betriebs-Bensonkessel mit einer Dampfleistung von 30 t/h (180 atü, 450 °C) für das Heizkraftwerk des Siemens-Kabelwerks Gartenfeld. In der Folge entwickelte Siemens das Prinzip weiter zu einem international etablierten Standard für Großdampferzeuger. Seit 1933 (bis heute) stellt Siemens keine eigenen Kessel mehr her, sondern vergibt nur noch die Lizenzrechte an Bensons Patent. 
Der Kesseltyp wurde ab 1930 auch auf Schiffen, erstmals auf der Uckermark der HAPAG, eingesetzt, konnte sich aber nicht durchsetzen.
Nach seinem Patent trat Benson nicht weiter öffentlich in Erscheinung. Siemens behielt aber die Bezeichnung Bensonkessel als geschützten Markennamen für den erfolgreichen Kesseltyp bei, und so ist der Name Benson im Kesselbau heute weltweit berühmt, obwohl über die Person recht wenig bekannt ist.